# Domvast
Domvast é uma comuna francesa na região administrativa de Altos da França, no departamento de Somme. Estende-se por uma área de 12,85 km². Em 2010 a comuna tinha 354 habitantes (densidade: 27,5 hab./km²).